# Jennifer Love Hewitt
Jennifer Love Hewitt (Waco, Texas, 21 de febrer de 1979) és una actriu, autora, productora i cantant estatunidenca. Va començar a actuar de petita en anuncis i en sèries de televisió al Disney Channel i després a la Fox, i en pel·lícules com I Know What You Did Last Summer i la seva seqüela. Posteriorment també va tenir èxit protagonitzant les sèries de televisió Ghost Whisperer i The Client List
Com a cantant ha treballat amb les productores Medlac Records, Atlantic Records i Jive Records. És coneguda principalment per fer cançons d'estil pop i per tenir una veu de soprano. Fins avui, el seu senzill més reeixit és «How Do I Deal», que va aconseguir el 1999 el lloc 59 en les llistes d'èxits musicals dels Estats Units, i la vuitena posició a Austràlia. A més, ha participat també en la promoció de projectes d'actors.
La seva aparença física ha estat tema d'atenció de molts mitjans de comunicació al llarg de la seva carrera. Nomenada com la dona més sexy del món el 1999 i la dona més sexy de la televisió el 2008, ha estat guardonada moltes vegades per les publicacions de revistes com Maxim, TV Guide, FHM i molts lectors d'aquests periòdics. El 2007, es van publicar unes fotos paparazzi d'ella en una platja, en les quals estava passada de pes, posteriorment es va queixar per les crítiques que li van fer, sent recolzada per altres celebritats i donant-li a la revista People cobertura informativa.

## Biografia
Jennifer Love va néixer a Waco, Texas, filla de Patricia Mae, logopeda i Herbert Daniel Hewitt, metge. Va créixer a Nolanville, Texas; després del divorci dels seus pares, ella i el seu germà gran (Todd Hewitt), van créixer amb la seva mare. El primer nom l'hi va donar el seu germà, en referència a una noia que li agradava quan era més petit i el seu segon nom, "Love" l'hi va posar la seva mare per la seva millor amiga de la universitat.

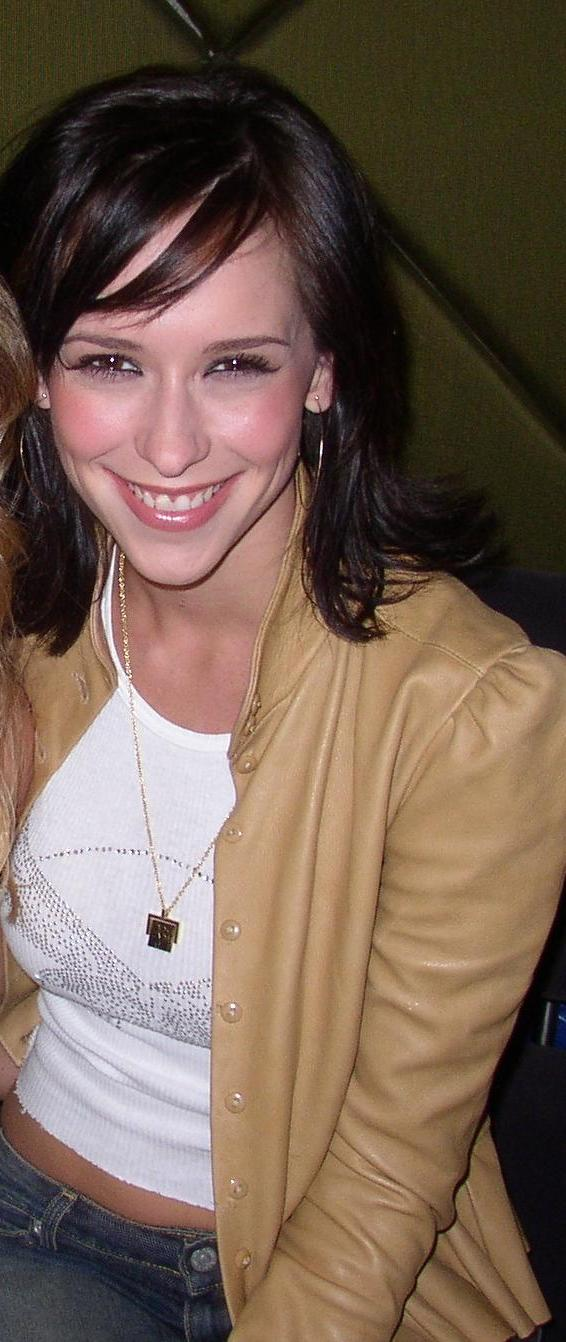
J. L. Hewitt el 2002.

En la seva infància, li va atreure la música, cantant a l'edat de tres anys The Greatest Love of All en un espectacle a l'aire lliure. Un any després d'això, va entretenir a una audiència en un restaurant amb la seva versió de Help Me Make It Through the Night. Quan tenia 9 anys, va ser membre del Texas Show Team (que va fer una gira per la Unió Soviètica i Dinamarca). A l'edat de 10 anys, va guanyar el premi de Texas Our Little Miss Talent Winner, mudant-se després d'això a Los Angeles, Califòrnia amb la seva mare per impulsar la seva carrera com a cantant i actriu.

### Carrera com a actriu
Després de mudar-se a Los Angeles, va aparèixer en més de vint anuncis de televisió. La seva primera aparició com a actriu infantil la va fer al programa de Disney Channel Kids Incorporated entre 1989 i 1991. Durant la seva estada, va ballar i va cantar totes les cançons d'un vídeo anomenat Dance! Workout With Barbie produït per Buena Vista.
El 1993, va fer el paper de la filla de Pierce Brosnan en l'episodi pilot d'una sèrie de la NBC anomenada Running Wilde, en la qual es va unir a Brosnan com una reportera de la revista Acte World, les històries del qual tornaven a la seva pròpia història. No obstant això, la sèrie no va calar i el pilot mai va ser emès. Poc després va tenir uns papers en sèries de televisió de curta durada, com Shaky Ground de la Fox, en la qual va estar entre 1992 i 1993, The Byrds of Paradise de l'ABC, el 1994 i McKenna, entre 1994 i 1995. Al final va aconseguir la fama després d'interpretar a Sarah Reeves en la sèrie de Fox, Party of Five (1995-1999). Va interpretar el paper de Sarah en la sèrie, en la segona temporada va continuar el seu paper en Party of Five Time of Your Life (1999), en la qual a més va ser co-productora, però la sèrie va ser cancel·lada a la meitat de la primera temporada.
Va fer el seu debut com a actriu de pel·lícula en la pel·lícula independent Munchie (1992). No obstant això, va aconseguir més fama després de participar en la pel·lícula de terror I Know What You Did Last Summer (1997). La primera pel·lícula feta per Hewitt i Freddie Prinze Jr, Ryan Phillippe i Sarah Michelle Gellar va ser una de les pel·lícules juvenils més populars als EUA. També va aparèixer en la seqüela I Still Know What You Did Last Summer (1998), la qual no va tenir la mateixa fama que la seva predecessora. Altres papers en pel·lícules van ser la comèdia d'estudiants No puc esperar (1998) i va treballar al costat de Sigourney Weaver i Gene Hackman en la comèdia romàntica Heartbreakers (2001) i en If Only amb Paul Nicholls.
El 2000, va aparèixer en The Audrey Hepburn Story. Aquell mateix any, la van nomenar l'"actriu més popular en televisió"; per aquesta raó, Nokia la va triar perquè fos el seu portaveu, perquè era una "imatge fresca" i seria un "símbol juvenil i sa".
El 2001, va aparèixer en el videoclip d'Enrique Iglesias de la cançó Hero, com la parella del cantant. També va escriure la cançó I'm Gonna Love You per a la pel·lícula The Hunchback of Notre Dame II perquè el seu personatge, el de Madellaine, era l'únic que no cantava en la pel·lícula. Aquesta cançó va guanyar el premi a la Millor cançó en un DVD.
Des de setembre de 2005, treballa en la sèrie de televisió Ghost Whisperer de la CBS. A Austràlia, ha estat una sèrie molt popular des de la seva estrena, als Estats Units la sèrie ha tingut entre 9 i 11 milions d'espectadors. També va fer càstings per a múltiples pel·lícules. Va intentar fer de Julieta en Romeo + Juliet, però el director creia que no se la veia prou moderna, donant-li el paper a Claire Danes. Després va intentar fer de Darlene en Brokedown Palace, però no va poder per problemes al seu calendari i va intentar fer de Elektra en Daredevil.
El 2010, la sèrie Ghost Whisperer va finalitzar, per la qual cosa Jennifer es va encaminar cap a nous projectes. El 19 de juliol d'aquest mateix any va estrenar la pel·lícula per a la televisió The Client List, en la qual va donar vida a la protagonista. A la tardor va aparèixer en un capítol de Law & Order. També es va anunciar la seva participació en un capítol de la sèrie Love Bites, que va estrenar a meitat de la segona temporada televisiva de 2010-2011. Novament va protagonitzar una pel·lícula per a televisió: The Lost Valentine que es va estrenar al començament de 2011.

### Carrera musical

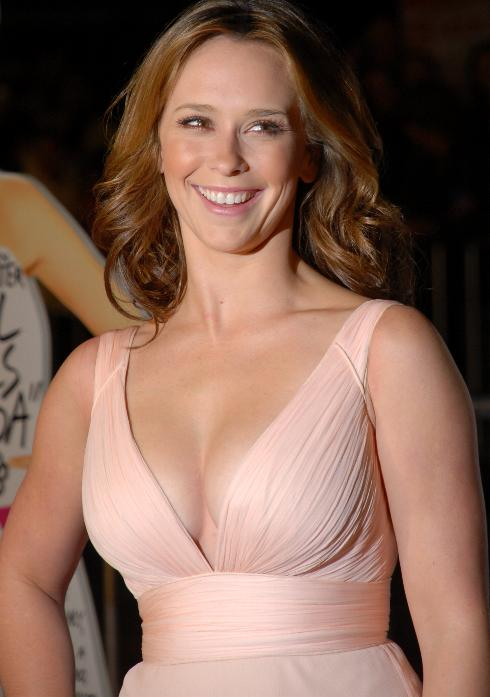
En la gala de premis de 27 Dresses

El 1991, Meldac va llançar el seu primer àlbum, 'Love Songs', quan ella tenia 12 anys. L'àlbum només va ser tret al Japó el 1992, on Hewitt va ser una estrella pop. L'explicació del seu èxit és perquè els japonesos "estimen la música animada. La música, com més pop, millor".
Mentre treballava en la sèrie Party of Five el 1995, va signar amb Atlantic Records, que van llançar el seu primer senzill i el seu segon àlbum Let's Go Bang a l'octubre.
Ajuntant la seva carrera musical amb la seva carrera com a actriu, va gravar el seu primer senzill el 1996, No Ordinary Love, no venent el necessari, per la qual cosa Atlantic va anul·lar el seu contracte, va desaparèixer de l'escena musical durant 3 anys.
El 1999, va gravar el senzill How Do I Deal per a la banda de so de la pel·lícula I Still Know What You Did Last Summer. La cançó es va convertir en el primer senzill de Hewitt reeixit després d'estar en la posició #59 en els Billboard Hot 100 i el #36 en els Top 40 Mainstream, a més de la posició #8 a Austràlia.
El 2002, va signar amb Jive Records i va gravar el seu quart àlbum amb la cantant, escriptora de cançons i productora Meredith Brooks. Va crear el senzill BareNaked, sent el seu més gran èxit en la ràdio quan va guanyar la posició #24 en el Bubbling Under Hot 100, #31 en el Adult Top 40 i #25 en el Top 40 Mainstream. A més va guanyar les posicions #6 a Austràlia i #33 als Països Baixos. L'èxit moderat del seu senzill va fer que l'àlbum, el nom del qual era el mateix que la cançó, estigués en les posicions #37 en els Billboard 200 i #31 a Austràlia. Mentrestant, només va estar en la llista durant 3 setmanes. El següent senzill, Can I Go Now, no va tenir tant èxit als EUA, però va arribar fins al lloc #8 als Països Baixos i #12 a Austràlia.
No obstant això, en la pel·lícula de 2004 If Only, va escriure i va cantar dues cançons: Love Will Show You Everything i Take My Heart Back.
També va aparèixer en el musical de televisió A Christmas Carol, fent el paper d'Emily, la promesa del jove Ebenezer Scrooge.

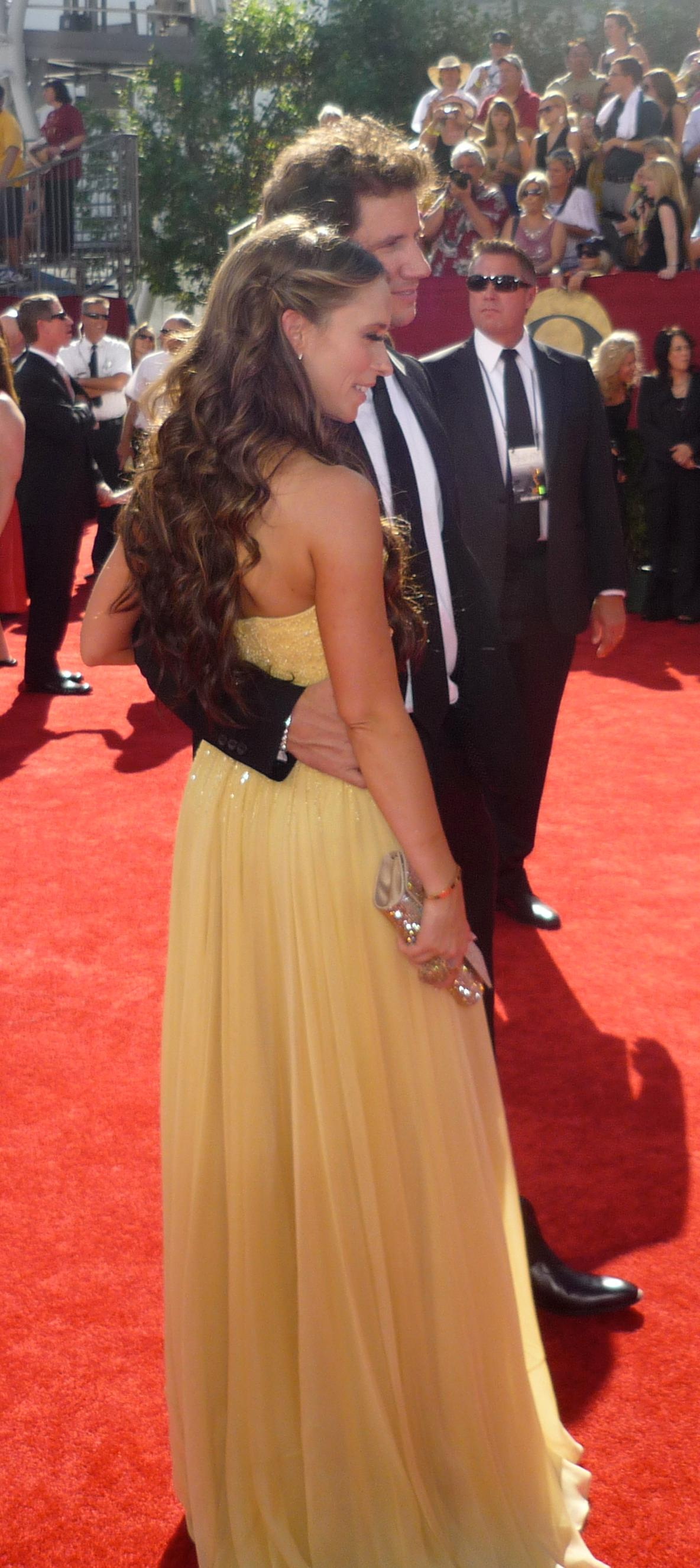
JLove i Jamie Kennedy el 2009.

### Vida privada
És la padrina honoraria de l'Audrey Hepburn Children's Fund.
El març de 2009, l'actriu va llançar el seu primer llibre anomenat The Day I Shot Cupid, en el qual parla de les seves experiències amoroses i on dona consells per a l'amor i les relacions amoroses. Va sortir a la venda el 23 de març de 2010.
Jennifer ha mantingut relacions sentimentals amb els actors Ross McCall, amb el qual va estar casada de 2005 a 2008, i amb Jamie Kennedy, amb el qual va estar entre 2009 i 2010.
Actualment manté una relació amb l'actor Brian Hallisay, el seu company de repartiment en la sèrie The Client List, amb qui va tenir el seu primer embaràs. El 26 de novembre de 2013 neix la seva filla, Autumn James Hallisay. En el mateix any 2013, es va casar en una cerimònia estrictament íntima amb l'actor.
El gener de 2015, l'actriu, a través del seu representant, va donar a conèixer que es troba embarassada per segona ocasió del seu espòs Brian Hallisay. L'any 2015 va anunciar el naixement del seu segon fill, Atticus James Hallisay.
A part d'anglès, sap parlar espanyol, italià i francès.

### Participació en comercials
Va aparèixer el 1989 al costat de Michael Jackson en una campanya per a la promoció de la marca de calçats LA Gear.
El 2005, va aparèixer a Hanes amb la campanya Look who we've got our Hanes on now. En la campanya també apareixen Michael Jordan, Charlie Sheen, Cuba Gooding Jr., Marisa Tomei, Damon Wayans, Kevin Bacon, Hugh Hefner, Matthew Perry.
També va aparèixer en el comercial Don't Mess With Texas, va aparèixer en un comercial de Rodan & Fields i va ser rostre de Neutrógena. Jennifer també va participar l'any 2000 en el videoclip «Hero» d'Enrique Iglesias.

## Filmografia
| Any  | Pel·lícula                                                                   | Paper                        | Notes                  |
| ---- | ---------------------------------------------------------------------------- | ---------------------------- | ---------------------- |
| 1992 | Munchie                                                                      | Andrea Kurtz                 |                        |
| 1993 | Little Miss Millions                                                         | Heather Lofton               |                        |
| 1993 | Sister Act 2: Back in the Habit                                              | Margaret                     |                        |
| 1996 | House Arrest                                                                 | Brooke Figler                |                        |
| 1997 | Trojan War                                                                   | Leah Jones                   |                        |
| 1997 | I Know What You Did Last Summer                                              | Julie James                  |                        |
| 1998 | No puc esperar                                                               | Amanda Beckett               |                        |
| 1998 | Telling You                                                                  | Deb Freidman                 |                        |
| 1998 | Zoomates                                                                     | Helen                        | Curtmetratge; Veu      |
| 1998 | Encara sé què vau fer l'estiu passat (I Still Know What You Did Last Summer) | Julie James                  |                        |
| 1999 | Els suburbans (The Suburbans)                                                | Cate                         |                        |
| 2000 | The Audrey Hepburn Story                                                     | Audrey Hepburn               | Telefilm               |
| 2001 | Heartbreakers                                                                | Page Conners                 |                        |
| 2002 | The Hunchback of Notre Dame II                                               | Madellaine                   | Veu                    |
| 2002 | The Adventures of Tom Thumb and Thumbelina                                   | Thumbelina                   | Veu                    |
| 2002 | The Tuxedo                                                                   | Del Blaine                   |                        |
| 2002 | Groove Squad                                                                 | Chrissy                      | Veu                    |
| 2004 | Un dia inesperat (If Only)                                                   | Samantha Andrews             |                        |
| 2004 | Garfield (Garfield: The Movie)                                               | Liz Wilson                   |                        |
| 2004 | Conte de Nadal (A Christmas Carol)                                           | Emily                        | Telefilm               |
| 2005 | Confessions of a Sociopathic Social Climber                                  | Katya Livingston             | Telefilm               |
| 2005 | La veritat sobre l'amor (The Truth About Love)                               | Alice Holbrook               |                        |
| 2006 | Garfield 2 (Garfield: A Tail of Two Kitties)                                 | Liz Wilson                   |                        |
| 2007 | Shortcut to Happiness                                                        | The Devil                    |                        |
| 2008 | Tropic Thunder                                                               | Ella mateixa                 | Cameo                  |
| 2008 | Delgo                                                                        | Princess Kyla                | Veu                    |
| 2009 | The Magic 7                                                                  | Erica                        | Voice; television film |
| 2009 | Yes, Virginia                                                                | Mrs. Laura O'Hanlon          | Veu                    |
| 2010 | Café                                                                         | Claire                       |                        |
| 2010 | The Client List                                                              | Samantha "Sam" Horton/Brandy | Telefilm               |
| 2011 | The Lost Valentine                                                           | Susan Allison                |                        |
| 2012 | Jewtopia                                                                     | Alison Marks                 |                        |

### Sèries de televisió
| Anys         | Sèrie de televisió                | Paper                   | Notes                                         |
| ------------ | --------------------------------- | ----------------------- | --------------------------------------------- |
| 1989–1991    | Kids Incorporated                 | Robin                   | Temporades 6-7                                |
| 1992         | Dance! Workout with Barbie        | Ella mateixa            |                                               |
| 1992–1993    | Shaky Ground                      | Bernadette Moody        | Protagonista                                  |
| 1994         | The Byrds of Paradise             | Franny Byrd             | Protagonista                                  |
| 1994–1995    | McKenna                           | Cassidy McKenna         | 3 episodis                                    |
| 1995–2000    | Tots cinc (Party of Five)         | Sarah Reeves Merrin     | Protagonista (Temporades 2–6); 99 episodis    |
| 1998         | Boy Meets World                   | Jennifer Love Fefferman | Episodi: "And Then There Was Shawn"           |
| 1999         | Hercules: The Animated Series     | Medusa                  | Veu                                           |
| 1999–2001    | Time of Your Life                 | Sarah Reeves Merrin     | Protagonista                                  |
| 2001         | The Weekenders                    | Ella mateixa            | Veu                                           |
| 2002         | All That                          | Ella mateixa            | Episodi: "Jeffrey Licon/Jennifer Love Hewitt" |
| 2002         | Family Guy                        | Ella mateixa            | Veu; episodi: "Stuck Together, Torn Apart"    |
| 2004         | American Dreams                   | Nancy Sinatra           | 2 episodis                                    |
| 2005–2010    | Ghost Whisperer                   | Melinda Gordon          | Protagonista                                  |
| 2010         | Law & Order: Special Victims Unit | Vicki Sayers            | Episodi: "Behave"                             |
| 2011         | Love Bites                        | Ella mateixa            | Episodi: "Firsts"                             |
| 2011–2012    | Hot in Cleveland                  | Emmy Chase              | 2 episodis                                    |
| 2012         | RuPaul's Drag Race                | Jutgessa invitada       | Episodi: "DILFs: Dad's I'd Like To Frock"     |
| 2012–present | The Client List                   | Riley Parks             | Protagonista                                  |

## Premis i nominacions

### Nominacions
- 2011. Globus d'Or a la millor actriu en minisèrie o telefilm per The Client List